# Ilocomba marta
Ilocomba marta là một loài nhện trong họ Anyphaenidae.
Loài này thuộc chi Ilocomba. Ilocomba marta được Antonio D. Brescovit miêu tả năm 1997.